# Larsen Touré
Larsen Touré (n. 20 iulie 1984, Brest, Franța) este un fotbalist care evoluează la echipa națională de fotbal a Guineei și la Brest. De-a lungul carierei a mai evoluat la Lille și la Grenoble.